# Флора, Фауна и Меривеза
Флора, Фауна и Мэривеза (англ. Flora, Fauna and Merryweather) — три добрые феи и одни из главных персонажей диснеевского мультфильма «Спящая красавица», снятого по мотивам одноимённой сказки Шарля Перро.
Созданные Уолтом Диснеем три добрые феи были анимированы Фрэнком Томасом и Олли Джонстоном.
В классическом фильме 1959 года феи были озвучены актрисами: Верной Фелтон, Барбарой Джо Аллен и Барбарой Ладди, в настоящее время их озвучиванием занимаются актрисы: Барбара Дириксон, Расси Тейлор и Тресс Макнилл. В русском дубляже мультфильма «Спящая красавица» феи говорят голосами известных актрис дубляжа, популярных в 2000-е годы: Нины Луневой, Ольги Головановой и Ольги Шороховой.

## Создание

### Образ
Создание образа трёх фей было возложено на аниматоров Фрэнка Томаса и Олли Джонстона. Первоначально фей должно было быть семь, но позднее их количество сократилось до трёх. Изначально, феи, по замыслу Уолта Диснея, должны были быть похожими друг на друга как племянники Дональда Дака, Билли, Вилли и Дилли, поэтому аниматорам приходилось долго убеждать Диснея, что феи должны быть не похожими друга на друга, ни по характеру, ни по внешности. Имена фей также постепенно менялись: в раннем сценарии 1951 года, феи имели следующие имена: Транквилити (фея снов), Феранделл (фея лесов) и Мэривеза (фея стихий). Живыми моделями для фей стали актрисы Спринг Байинтон, Фрэнсис Бэвьер, Мэдж Блейк и танцовщица Хелен Стэнли, бывшая моделью для Авроры. Актрисы, озвучившие фей, не подошли на роли живых моделей, поскольку они были недостаточно приземисты.

## Описание
- Флора (англ. Flora) — самая главная и старшая из трёх фей. Её любимые цвета: розовый, красный, оранжевый. Флора постоянно настаивает, что розовый — это цвет Авроры, из-за чего у неё часто возникают волшебные перепалки с Мэривезой. Повелевает силами растений и цветов, является аллюзией на древнегреческую богиню Флору. Очень любит командовать. Рассеяна, своевольна и неуступчива. Получила своё имя в честь матери Уолта Диснея, Флоры.
- Фауна (англ. Fauna) — средняя из трёх добрых фей. По замыслу сценаристов Диснея само воплощение доброты и нежности. Для Фауны нет вещи, которая могла бы вызвать у неё злость. Повелевает силами животных, являясь аллюзией на древнегреческую богиню Фауну. Её любимый цвет: зелёный. Даже заклятие Малефисенты не раздражает её, она только замечает: «А может у Малефисенты тоже есть сердце?». Внешность Фауны была срисована с одной женщины, работающей в дамском клубе, которую Фрэнк Томас (аниматор фей) встретил в Колорадо[14][17] и актрисы Билли Берк[17].
- Мэривеза (англ. Merryweather — «хорошая (досл. — веселая) погода») — жизнерадостная и самая младшая из фей. Она всегда готова подчас вступить в волшебные дуэли не только с Флорой, но и с Малефисентой (в силу своей неприязни к ведьмам). У неё чёрные волосы и голубые глаза. Её любимые цвета: синий и голубой. Первоначально хотела подарить Авроре дар счастья, но из-за наложенного заклятья Малефисентой ей пришлось изменить свой дар.

## Появления

### Спящая красавица
Флора, Фауна и Мэривеза впервые появляются в мультфильме «Спящая красавица» в качестве почётных гостей, приглашённых на крестины принцессы Авроры её родителями, королём Стефаном и королевой Лией. Каждая из фей подарила девочке свои подарки. Старшая наделила принцессу даром красоты, а средняя — даром пения. Но когда дошла очередь до младшей феи, то тут как гром среди ясного неба появилась злая волшебница Малефисента. Не приглашённая сознательно на крестины Авроры и делая вид, что не держит обиды на короля, фея преподносит принцессе свой «подарок»: в день своего шестнадцатилетия, до захода солнца, она уколет палец об острый конец веретена на прялке и умрёт. Заклятие оказалось таким сильным, что у Мэривезы не получилось разрушить его. Ей удалось лишь смягчить злые чары: если принцесса уколет палец, она не умрёт, а будет спать, пока не пробудится от поцелуя истинной любви.
Всё же опасаясь за жизнь дочери, король Стефан приказывает собрать в королевстве все прялки и сжечь их в тот же день. Но феи понимают, что всё это тщетно, и Малефисента ни перед чем остановится. И тогда сёстры придумывает план: растить девочку феи будут как простые крестьянки под своим присмотром, глубоко в лесу. Убедив короля с королевой, что так будет безопасней и Малефисента ничего не заподозрит, они тайно ночью покидают замок.
Шестнадцать лет феи воспитывали девочку как простые смертные, дав ей имя Дикая Роза. Подросшая девушка не знала, кто она такая и всё своё время проводила в лесу. Когда ей исполнилось шестнадцать лет, «тётушки» решили устроить праздник для своей воспитанницы. Выпроводив её из дома пойти в лес за ягодами, феи принялись за дело: Флора шьёт платье, а Фауна готовит праздничный торт. Но как они не старались, без волшебных палочек у них ничего не получалось, что в конечном итоге переполнило чашу терпения Мэривезы. Ей удаётся достучаться и убедить сестёр, что Роза уже выросла и пришла пора воспользоваться волшебными палочками. Всё идёт хорошо, но между Флорой и Мэривезой не утихает спор — каким должен быть цвет платья для принцессы. Младшая фея хотела сделать его голубым, а старшая — розовым. Излишняя настойчивость Флоры привела к тому, что между ними разыгралась волшебная перепалка, которую заметил пролетавший над лесной чащей ворон Диабло (слуга и шпион Малефисенты). В это же время возвращается Роза и рассказывает «тётушкам» о том, что встретила в лесу юношу, в которого она влюбилась, и что вечером они встретятся. Но от них девушка узнаёт, что на самом деле она принцесса Аврора и с рождения была обручена с принцем Филиппом.
Вечером феи до захода солнца тайно отводят Аврору в замок, не подозревая, что во дворец пробралась злая колдунья. Они ненадолго оставляют принцессу одну, чем Малефисента только пользуется. Сделавшись невидимой, она гипнотизирует Аврору, заманивает её в каморку и заставляет коснуться волшебной прялки. Малефисента злорадствует и исчезает, издавая жуткий хохот. Феи находят принцессу и относят её на самую высокую башню. Чтобы уберечь короля и поданных от сбывшегося проклятия, они погружают замок в сон до тех пор, пока Аврора не пробудится. Случайно от короля Хьюберта (отца Филиппа) Флора узнаёт, что незнакомец в лесу и принц Филипп одно и то же лицо. Феи спешат обратно в хижину, но находят только шляпу Филиппа. Они сразу поняли — принц попал в лапы злодейки. Флора понимает, что нужно действовать немедленно, и вместе с сёстрами отправляется в логово злой колдуньи. Там они узнают, что Малефисента освободит Филиппа лишь через сто лет, когда он станет дряхлым стариком.
Феи освобождают принца и наделяют его щитом и мечом — оружием борьбы со злом. Мэривеза превращает Диабло в камень, когда тот пытался предупредить хозяйку о побеге Филиппа. Замечая беглеца, Малефисента пытается остановить его, огородив замок Стефана терновыми зарослями. Однако попытка терпит крах. Разозлившись, злодейка преграждает принцу путь к замку и вступает с ним в очередную схватку, превратившись в огромного огнедышащего дракона. Феи наделяют меч волшебной силой. Филипп пронзает колдунью, и она погибает, падая с выступа. Поднявшись на самую высокую башню, юноша целует принцессу, тем самым сняв с Авроры заклятие. Феи радуются, а вместе с ними оживает и весь дворец.

### Малефисента
Феи появляются в фильме «Малефисента» скорее в качестве второстепенных персонажей, нежели главных. Имена фей изменены: Флора — она же Нотграсс, Фауна — она же Фислвит, Мэривеза — она же Флитл. Роль первой феи исполнила Имельда Стонтон, второй — Джуно Темпл, а третьей — Лесли Мэнвилл.

## Другие появления

### Волшебные истории принцесс Диснея: Следуй за мечтой
Флора, Фауна и Мэривеза также появляются в одной из частей мультфильма «Следуй за мечтой», «Ключи от королевства». Здесь их озвучивают актрисы Барбара Дириксон, Расси Тейлор и Тресс Макнилл.

### София Прекрасная: История принцессы
Флора, Фауна и Мэривеза являются действующими лицами мультфильма Джэми Митчелла «София Прекрасная: История принцессы». Здесь их также озвучивают актрисы Барбара Дириксон, Расси Тейлор и Тресс Макнилл.

### София Прекрасная
Флора, Фауна и Мэривеза являются действующими лицами мультипликационного сериала «София Прекрасная». Здесь их также озвучивают актрисы Барбара Дириксон, Расси Тейлор и Тресс Макнилл.